# Koelbosgrub

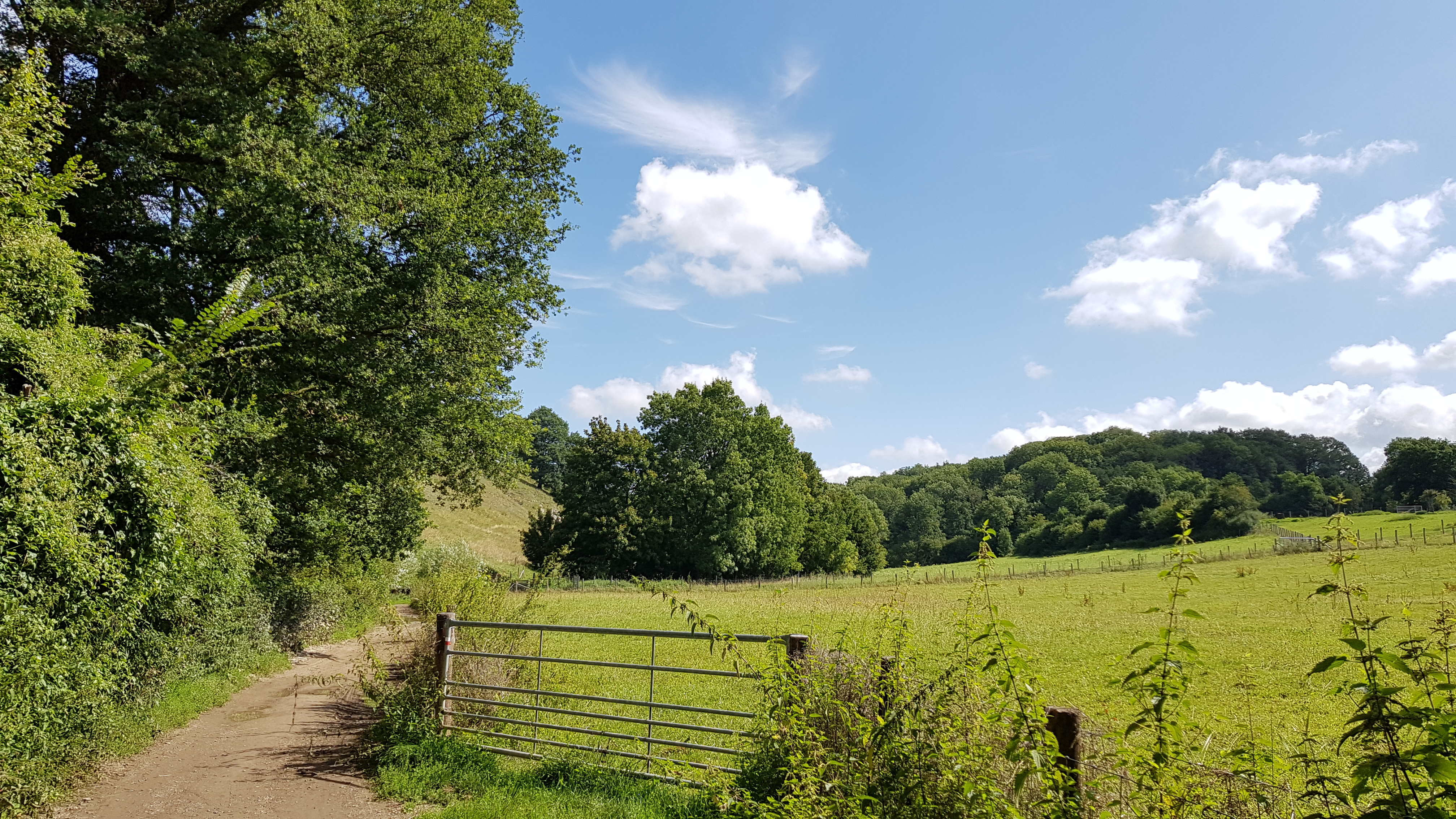
De Koelbosgrub ter hoogte van de Winkelberggroeve

De Koelbosgrub, Koelboschgrub, Koelboschgrubbe, Koelebosgrubbe of Koeleboschgrubbe is een droogdal in de gemeentes Eijsden-Margraten en Valkenburg aan de Geul in Nederlands Zuid-Limburg. Het droogdal heeft een lengte van ruim drie kilometer en loopt vanaf ten zuiden Vilt op het Plateau van Margraten naar Bemelen in het Maasdal. Ten zuidoosten van Bemelen mondt ook het droogdal Sibbersloot uit in het Maasdal.

## Geografie
Het droogdal begint ongeveer een halve kilometer ten zuiden van Vilt en gaat van daar uit richting het noordwesten. Het droogdal gaat tussen Berg en Terblijt door een buigt naar af richting het zuidwesten om uiteindelijk bij Bemelen uit te komen. Het westelijk deel van het droogdal kenmerkt zich door steile hellingen. Ter hoogte van Bemelen wordt de Koelbosgrub ingeklemd door de Bemelerberg aan de noordwestzijde en de Krekelberg en Mettenberg aan de zuidoostzijde.

## Groeves
Het gebied van het droogdal is rijk aan kalksteengroeves (waarvan de meeste ondergronds), waaronder (stroomafwaarts):
- Groeve Blom (dagbouw)
- Koelebosgroeve
- Nevenkoelebosgroeve
- Gasthuisdelgroeve
- Cluysberggroeve
- Winkelberggroeve
- Strooberggroeve (onder Bemelerberg)